# Madona della Seggiola
Madona della Seggiola (také Madona della Sedia) je název obrazu namalovaného italským renesančním umělcem Raffaelem Santim.
Obraz, který zralý umělec namaloval pravděpodobně pro papeže Lva X., bývá obecně považován za jedno z nejslavnějších děl umělce a představuje vrchol malby Madon v italské renesanci.
Raffael je autorem několika obrazů s motivem Madony, kde je kromě postavy Panny Marie a Dítěte součástí výtvarného provedení malý Jan Křtitel. Tak je tomu i u tohoto díla.
Obraz je namalovaný na kruhovém formátu, čemuž je přizpůsobena i kompozice postav. Dokládá to zejména mírně doleva předkloněná hlava Panny Marie. Řeč jejího těla vyzařuje nejvyšší míru přirozenosti a vnitřní sounáležitosti se spokojeně vyhlížejícím a něžně se k matce tulícím dítětem. Láskyplnost a mateřská něha jsou cítit i z pohledů přímo směrovaných na diváka. Svědkem rodinného štěstí je malý Jan, charakterizovaný svým atributem – malým křížkem.
Obraz je prodchnutý nádherným barevným podáním, kterému dominuje pestrobarevná přikrývka přehozená přes Mariina ramena.
Obraz se již krátce po Raffaelova smrti dostal do majetku Medicejských, kteří ho vystavili v galerii Uffizi. Koncem 18. století byl jako součást Napoleonovy kořisti převezen do Francie. Do Itálie se vrátil v roce 1815 a dnes je exponátem v galerii Palatino v bývalém paláci Pitti.